# オードリー・ロード
オードリー・ロード（英: Audre Lorde、1934年2月18日 - 1992年11月17日）は、アメリカ合衆国の作家、詩人、フェミニスト、ウーマニスト、司書、人権活動家である。自身のことを「ブラック、レズビアン、母、闘士、詩人」と称し、人生を通して人種、性別、階級、性的指向などをもとにした差別、抑圧と闘った。
詩人としては、技巧的な感情表現で知られ、特に人生を通して経験した社会の抑圧に対する強い怒りを表現した詩を多く残した。詩と散文を通して、社会問題、フェミニズム、レズビアニズム、病気と障がい、そして黒人女性のアイデンティティを探求し、インターセクショナリティの発展に大きな影響を与えたことで知られている。

## 生い立ち
ロードはバルバドス出身の父とグレナディーンのカリアク島出身の母との三女として、ニューヨーク市ハーレムで生まれ育った。ロードの母は肌の色が淡く、スペイン系の白人としてパスすることが出来、母方の家系はそれを誇りに思っていた。それに対して、ロードの父の肌は母方の家族が好むよりも濃く、結婚が認められたのは父の魅力、野心と根気強さがあったからだという:7-13。
ロードと両親の関係性は幼少期より複雑であった。大恐慌の後の不安定な経済の中、不動産業を営むロードの両親は忙しく、子育てに多くの時間を裂けなかった。幼少期に両親と過ごした時間は主に冷たく接され、感情にも距離を感じていたという。特に母は他人を信頼しない性分で、特に自分より肌の色の濃い人には疑いを持って接していた。末っ子であったロードは、母や姉よりも肌の色が濃く、そのことで厳戒なルールと「厳しい愛」のもと育てられた:15–20。ロードは幼少期からの母との複雑な関係をのちに詩として発表している。
ロードは幼少期より重度の視覚障害に認定されるほどの近視であった。また、幼少期は長らく言葉を発さず、4歳の時に図書館の司書が絵本を朗読してくれた事をきっかけに話す事と読む事を同時に習い始める。同時期に本に興味を持ったロードに母が書くことを教え始め、同年代の子供より早く文章を書くことができた。自分の名前を書けるようになって間も無く、本来のオードリーの綴りである「Audrey」から最後の「y」を落とした、「Audre Lorde」という名前を使うようになる。のちの自伝によると、AudreとLordeの綴りが持つ「e」で終わる対称性を気に入ったという:24。母は本来の綴りを使わせようとしたが、生涯を通じてAudre Lordeという綴りを使うこととなる。
学校に行くようになると、うまく周りとコミュニケーションが取れないことに気づき、詩の持つ表現の力に勇気づけられる:637–39。子供の頃は詩を通して思考していたとも語っている。多くの詩を暗記し、その一部を用いてコミュニケーションをとることもあり、調子を尋ねられると詩を暗唱してその時の気分を伝えたという。12歳頃から自分の詩を書くようになり、この頃から学校でも他の馴染めていない生徒と友達になることができた。
高校は優秀な学生のみが入学できるマンハッタンの公立高校に行き、1951年に卒業した。在学中、同校の文学誌に詩を投稿したが、不適切な表現があると却下された。その後、同詩をセブンティーン誌に投稿し、自身の詩では初めて発表されることとなる。学校での詩のワークショップなどにも馴染めず、周りには「クレージーでクィアだけど、そのうち落ち着くだろうと思われていた」と語った。

## キャリア
1954年、メキシコ国立自治大学の学生として過ごした1年間はロードにとって重要なものとなった。この時期に、自身がレズビアンであり、詩人であることを改めて認識した。アメリカに戻り、ニューヨーク市立大学ハンター校に就学。学生時代は図書館で司書として働きながら、執筆を続けた。同じ頃、グリニッジ・ヴィレッジ界隈で発展していたLGBT文化に活発に参加する。1959年、学部生として卒業後、コロンビア大学に進学し、図書館学の修士号を取得する。
1968年、ロードはライター・イン・レジデンスとして、ミシシッピ州のトゥーガルー・カレッジ招聘される。メキシコで過ごした時間と同様、ニューヨークを離れたこの時期は彼女の芸術性に大きな影響を与えた。ロードが主催するワークショップには多くの若い黒人の学生が参加し、その多くが公民権の問題についてロードと話し合いたがった。学生と接する中でロードの詩は、「クレージーでクィア」なだけでなく、伝統的な技巧やディテールにも意識が向けれらるようになった。詩集『Cables to Rage』はトゥーガルー・カレッジで過ごした時間と経験が元となっている。
1972年から1987年、ロードはスタテンアイランドに住み、講師として教えながら執筆活動も行った。1977年には女性によるメディアの支援活動するNPOであるWIFPの会員として活動を始めた。また、1980年には有色人種の女性によるフェミニスト出版会社、Kitchen Table: Women of Color Press をバーバラ・スミスとシェリー・モラガと共に立ち上げる。
1969年から1970年にかけて、ニューヨーク市立大学リーマン校の教育学部で教え、その後は1981年まで刑事司法を専門とするジョン・ジェイ・カレッジ・オブ・クリミナル・ジャスティスで英文学の教授となり、ブラック・スタディーズの学部を創設するために働きかけた。その後、出身校であるハンター校に戻り、1986年まで教えた(p395)。
1981年、ロードは共同創立者として、性的虐待やパートナーによるDVを受けたサバイバーの女性をサポートする団体、Women's Coalition of St. Croix を立ち上げる。1980年代後半には、南アフリカでアパルトヘイトなどの抑圧に影響を受けた黒人女性を支援するシスターフッド・イン・サポート・オブ・シスターズ（SISA）の立ち上げにも関わった。
1985年、ロードは黒人女性作家の代表団の一員としてキューバに招待された。この遠征は、キューバの黒人作家協会が主催しており、ロードは黒人女性としての共通の経験とシスターフッドをキューバで感じたという。キューバの詩人、ナンシー・モレホンとニコラ・グエンと対談し、キューバ革命が人種差別や同性愛差別に果たして影響を与えたのかどうか議論した。
1991年から1992年にかけて、ロードはニューヨーク州の州の詩人に選ばれた。

### ベルリン時代
1980年にコペンハーゲンで行われた世界女性会議で、ベルリン自由大学で講師として働いていたダグマー・シュルツと出会い、1984年に西ベルリンの同大学に客員教授として招かれる。この時期にロードは、当時ドイツで活発となり始めていた黒人運動に大きな影響を与えた:27-38。ロードがベルリンに住む他の黒人女性の活動家たちと共に提唱した「アフロ・ジャーマン」という概念は、後にドイツ全体に広がる黒人運動へと繋がった。ロードがドイツで過ごした時代はメイ・アイムやイカ・ヒューゲル＝マーシャルをはじめとした多くの女性に影響を与えただけでなく、黒人運動の枠を超えてインターセクショナリティの概念を広げることに貢献した。ロードは構造的な問題に暴力でなく言葉を使って抵抗することを信じ、ドイツに住む女性たちにも声を上げるよう呼びかけた。
ドイツにおける黒人運動とインターセクショナティの発展に対するロードの影響は、ダグマー・シュルツの2012年のドキュメンタリー「Audre Lorde: The Berlin Years 1984–1992」に記録されている。

## 詩

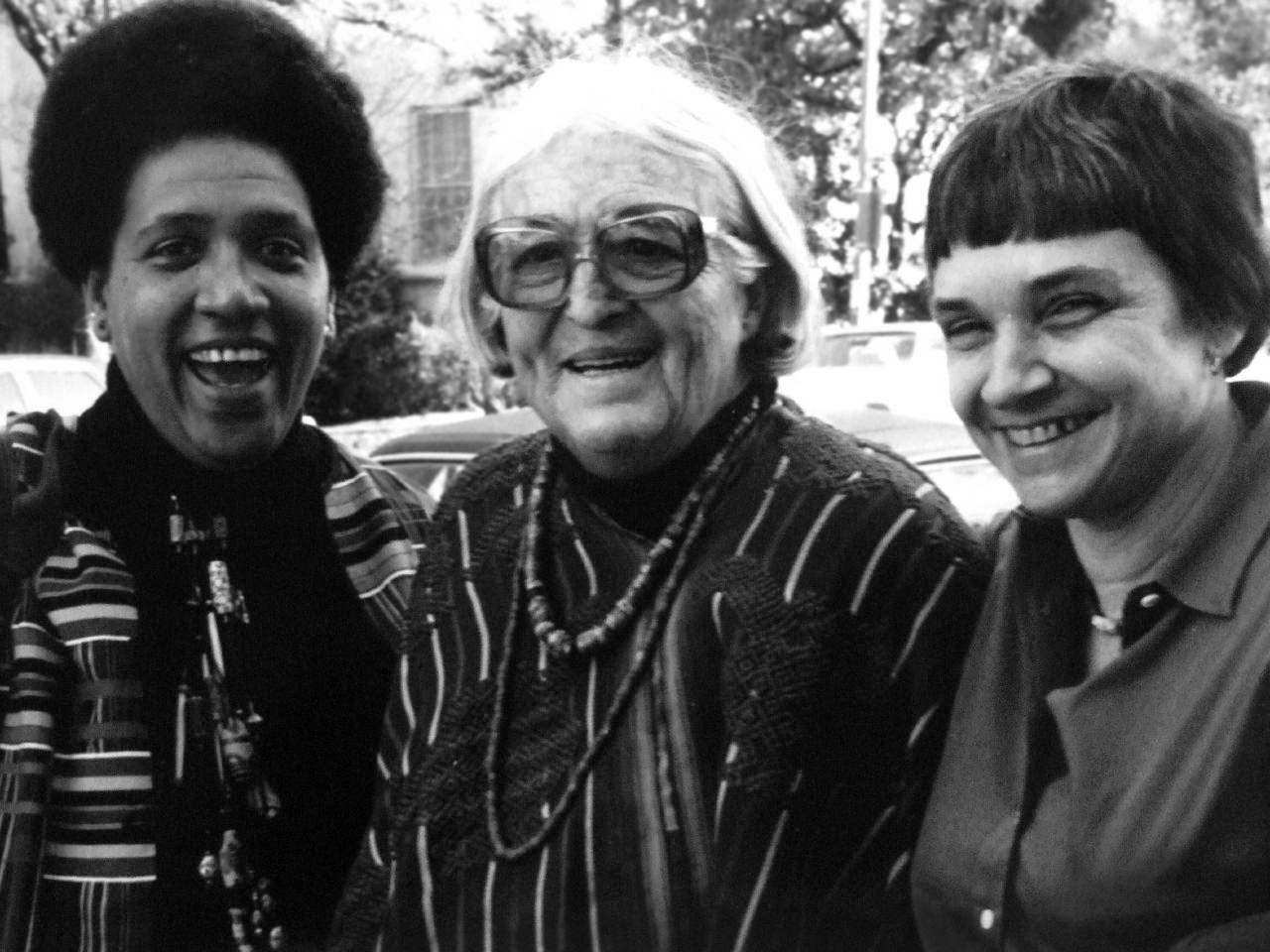
1980年にオースティン・テキサスで行われたワークショップ撮られた写真。オードリー・ロード（左）、メリデル・ル・シュール（中）と、 アドリエンヌ・リッチ（右）

数多く残るロードの作品の中でも、詩は特に重要な意味を持つ。ロードの作品では、「差異」が度々重要なモチーフとされている。人種や性別など、集団や個人の間に存在する「差異」だけでなく、個人の中に存在する複数の相反するアイデンティティも深く取り扱う。
ロードは「私は強くあろうとは思わないが、他にどうすることができるのか。シスター達でさえ、私のことを道で冷たく静かな目で見ることに心を痛める。私は、私が属しているすべてのグループにおいて、他者として定義されている。他者、強さと弱さの両方。しかし、コミュニティなしでは、解放も未来もなく、私と私の受ける抑圧との間に唯一弱々しく一時的な休戦だけがある」:12-13と記した。自身のことを「連続性を持つ女性」:17と表現し、表現は多くのアイデンティティが内から発する「声の合奏」であるとした:31。
ロードが自身のことを常に多層的に認識しているのは、詩や散文、エッセイ、スピーチなど、多ジャンルにおける文学活動にも表現されている。批評家 カルメン・バークルは「彼女の多文化な自己認識は、彼女の多文化で多ジャンルな文章に表れ、独立したものでなくそれぞれの文化が個々の重要さを失わずに結合し、より大きな全体をなしている」と評した:180。ロードが社会においてでも、文学においてでも一つのカテゴリーに固定されることを拒否する姿勢は、彼女がステレオタイプでなく複雑な一個人として存在するという決意の現れである。「黒人、レズビアン、母、闘士、詩人」と自称する多層的な自分の片鱗を詩を通して表現した。
詩の内容は、ロードが歳を重ね、自身のセクシュアリティに自信を持つようになると共に、より個人的なものとなっていった。ロードのエッセイをまとめた『シスター・アウトサイダー』では、「詩は、まだ名もないものが名を得て、それについて思えるようになるために、私たちができる手段だ。（中略）それ（まだ名もないもの）が私たちに知られ、受け入れられるようになると、それに関する私たちの気持ちや探求は、より過激で愛おしい思想が生まれるためのサンクチュアリとなる」と記した。

### ロードの詩
1960年代にはロードの詩は詩集に含まれ発表された。この時期ロードは公民権運動、反戦運動、フェミニズム運動で活発に関わっていた。
1968年、ロードは初の単独詩集となるThe First Citiesを発表した。ビート詩人でもあるダイアン・ディ・プリマが編集に関わったこの詩集は、静かで内省的であると評され、「ロードは黒い旗を振りかざすことこそしないものの、彼女のブラックネスは根幹に潜在している」との評価を得た。
1970年には二冊目の詩集Cables to Rageを発表。ミシシッピ州のトゥーガルー・カレッジでレジデンシーを務めた時期に書かれた詩を含み、愛、裏切り、出産、そして子育ての複雑さをテーマとした。中でも"Martha"では初めて公で同性愛に言及した。
1973年には全米図書賞にもノミネートされたFrom a Land Where Other People Liveを発表し、自分の中にある複数のアイデンティティの折り合いと社会問題に対する強い怒りに深く向き合う。また、黒人女性、母、友人、恋人など、複数の役割として社会に存在することについても、この本の中で探求している。
1974年発表のNew York Head Shop and Museumでは束縛されていた子供時代と公民権運動に関わった時代のニューヨークをロードの目を通して捉え、貧困に対する政府の無策を批判した。
1976年には、最初の二編の詩集の詩を含む『Coal』を1976年に出版して、一般的に広く認知されるようになった。この本には、ロードの人生を通してのテーマの多くが含まれている。人種差別に対する強い怒り、黒人としてのアイデンティティの祝福、そして女性の経験を交差的に理解することの大切さへの呼びかけなどが込められている。
1978年には『The Black Unicorn』を出版し、アフリカの女神の神話を通して、アフリカ系アメリカ人女性のアイデンティティの再定義を試みた。これはパン・アフリカニズムを継承しつつ、作家のアミリ・バラカやイシュマエル・リードなどがアフリカ神話を元に提唱してきた、男神が世を切り開き守護するというクリシェに対する挑戦でもあった:638。他にも多くの詩集を残した。

## 散文
ロードは多くの散文やエッセイ、スピーチを残したことでも知られている。ほとんどのものはノンフィクションであるが、ロードの自伝に相当する『Zami: A New Spelling of My Name』は、伝記を意味する biography と神話を意味する mythographyを 合わせた造語である biomythography を副題に冠しており、ノンフィクションであろうと客観性よりも自身の「語り」を重要視したことで知られる。
1980年に出版された『The Cancer Journal』と1988年に出版された『A Burst of Light』は、エッセイや日記を通して、ロードが受けた乳がんの診断、治療、回復、そして再発について記されている。両方の作品において、ロードは西洋社会の病や障害に対する偏見、ガンと治療について、セクシュアリティや身体の「美しさ」、義肢、死への恐怖、生存、心の回復、内なる力などのテーマを扱っている。
1984年に出版されたエッセイとスピーチ集「シスター・アウトサイダー」はロードのインターセクショナリティへの貢献を象徴する作品集である。シスター・アウトサイダーでロードは、抑圧を受ける立場の様々な女性たちが、差異を認識した上で手を取り合って抵抗する大切さを唱えた。抵抗に必要なのはコミュニティである事を繰り返し唱え、抑圧からくる怒りを鎮めず建設的な力として使う事を主張した。フェミニズム内にも存在する分断と特定の属性に対する抑圧は、家父長制が既存の構造を維持するための道具だと指摘し、差異を分断ではなく共闘の力として使う必要性を説いた。「他者」が経験する抑圧について勉強する必要性を主張し、抑圧者である多数派の理解のために周縁化されている人たちが説明責任を負うことは、家父長制や人種主義の一部だとした。また、怒りと同様に、恐れや恐怖も受け入れた上で発言することができるとし、周縁化された立場にいる人たちが声を上げる重要性を繰り返し主張した。声を上げたことで社会から罰や報復を受けることがあったとしても、「沈黙はあなたを守ることはない」と語った。
また、ロードは交差性を認識しないフェミニストについて次のように記した。

## フェミニズム理論
ロードが残した多くの作品は人の「差異」に焦点を当てたものが多い。特に、社会を女性と男性に二分して考える二元論はあまりに社会の実態を単純化しすぎていると批判した。それまでのフェミニストが「女性」を統一された均一な集団として考えることが多かったのに対し、「女性」の中にある差異にも注目し、様々なカテゴリーに当てはまる女性がいることを主張した。
ロードは、人種、社会階級、年齢、性別、性的指向に関する問題に注目し、さらに晩年には慢性的な疾患や障害に関する問題にも多くの考察を残した。これらすべてのアイデンティティはロードの女性としての経験に根本的な影響を及ぼしていると記した。人種などの差異を元に判断されることに反対しながらも、その差異が認識されることの重要性を主張した。そして、「女性」という広く一般的なカテゴリに当てはめられることで、それら差異が透明化されることへの懸念を主張した:202。これらの考えは、後にインターセクショナリティとして知られる概念に強く影響を与えた。
女性の中にも、様々な違いが含まれることを認識した上で、ロードの作品は特に人種と性的指向について探求されたものが多い。ロードはインタビューで「まず、黒人女性の詩人として1960年代に存在することについて話します。それは、人の目に映らないということです。それはすごく透明であることを意味しました。そして黒人女性でフェミニストの詩人であるということは二重に透明であることを意味し、黒人でレズビアンでフェミニストの詩人であるということは三重に透明である事を意味しました」と語った。
エッセイ、『The Erotic as Power』では、男性社会が定義してきたエロティックから解放され、性愛を受け入れる事は、女性にとって多大なる力となると理論立てた。ロードは、女性は性から距離を取る事でのみ力を取り戻せるという考えに反対し、そういった「強さ」は男性社会の立てた権力のモデルに倣った幻想であると主張した。ロードは男性権力社会の中で女性のエロティックが誤った名を持ち、女性に対する武器として使われたことで、エロティックは女性たちにとって恐れられるものとなったと主張する。また、エロティックの持つ深い力と感情にも恐れを想起させられていると主張した。それまで、女性たちに対して合意なく使われてきたエロティックの力を、女性たちは互いに合意のもと共有する必要があると主張した。エロティックとそれによって得られる力、知識を使うことで、女性たちが人種差別、家父長制、そしてロードが反エロティックとする社会に抵抗することができると主張した。

### 白人フェミニズムに対する批判
ロードは、自身が経験してきた人種差別の問題に、フェミニズムの思想を通して向き合い、インターセクショナリティの発展に大きな貢献を与えた。彼女は、白人のフェミニストたちが練り上げてきた理論の多くが、黒人女性を虐げる構造に寄与していると主張し、多くのフェミニストたちから強く反発を受けた。特に、ロードは同じくレズビアンでラディカル・フェミニストのメアリ・デイリーに厳しい公開書簡を送った。ロードは返信を受けることはなかったと語ったが、公開書簡から4ヶ月後にデイリーがロードに宛てた返信がロードの死後に発見されている。
これら著名な白人フェミニストたちとの白熱した対立は、ロードの「他者（アウトサイダー）」としての立場をより顕著にした。白人フェミニストたちが主催する学会で、ロードは非難がましく、怒った黒人レズビアンのフェミニストの声として孤立していた:247。
ロードの批判に対して、多くの白人フェミニストが怒りを交えた反論を行った。ロードの1984年のエッセイThe Master's Tools Will Never Dismantle the Master's House（主人の道具が主人の家を壊すことはない）では、フェミニズム内に潜在的に存在する人種差別を指摘し、気づかぬ家父長制への依存に繋がっていると主張した:110-114。多数派に所属する女性のフェミニストたちが、他の様々なカテゴリーに当てはまる女性たちとの間にある差異を認識しないことは、家父長制と同じく既存の抑圧的な構造を継続し、結果的に根本的な進歩を妨げていると批判した。ロードは、人種問題がフェミニズムの大きな問題ではないと考えていた多くの白人女性たちを白人男性の奴隷主に並べて「抑圧の実行者」と表現した:249。

### ロードにとってのフェミニズム
ロードは、フェミニズムの基本的な理念として、次のようなことをあげている。
- 全ての抑圧が相互的に関連していること
- 変革には公に声を上げることが必要であること
- 差異を分断の理由にしないこと
- 革命はプロセスである事
- 感情は自分を理解する上で大切な知識の形態であり、アクティビズムをより豊かにすること
- 辛さや痛みを経験し、認識することはそれを乗り越えるための助けになること

ロードのエッセイAge, Race, Class, and Sex: Women Redefining Differenceでは、年齢、人種、社会経済階級、性別の差異を取り上げ、「差異が私たちの間に分断をもたらしているわけではない。分断をもたらしているのは、その差異を認識することを拒否する態度。そして差異が誤った名前で呼ばれ、歪んで認識され、それが人々の行動や思い込みに影響を与えている事を分析しようとしない態度である」と指摘した。特に、「白人女性が生まれ持った白人としての特権を無視し、自分たちだけの経験をもとに女性とは何かを定義する事で、有色人種の女性は『他者』となる」と指摘した。
ロードは人種主義、性別主義（セクシズム）、年齢主義（エイジズム）、異性愛中心主義、エリート主義、階級主義をまとめて、特権的とされる立場がそうでないとされる立場に比べてと優れていると考え、その考えを元に特権的な立場の人はそうでない立場の人を統治、管理する権利があると考える思想だとした。ロードは「何が普通であるか」ということを支配階級が決定できることにより、全ての存在は「そうであるべき」だという「空想上の標準」に合わせることを強いられると指摘する。アメリカ合衆国においてその空想上の標準とは、白人であり、太っておらず、男性で、若くて、異性愛者で、キリスト教徒で、経済的に安定している人のことを差すと定義した。
自分のことを「49歳の黒人、レズビアン、社会主義者、フェミニスト、そして二人の子供の母」だとして、規範的で「資本主義的な白人ヘテロ男性」の目からすると「異なっていて、ズレており、劣っていて、もしくは単純に間違っている」存在であると記した。「私たちは人間の違いのことではなく、規範からの逸脱のことに声を上げている」とも主張した。

### ブラック・フェミニズムに与えた影響
ロードのエッセイや作品は、彼女の没後もブラック・フェミニズムの重要な文献として研究が続いている。

## 著作

### 書籍
- The First Cities. New York City: Poets Press. (1968). OCLC 12420176
- Cables to Rage. London: Paul Breman. (1970). OCLC 18047271
- From a Land Where Other People Live. Detroit: Broadside Press. (1973). ISBN 978-0-910296-97-7
- New York Head Shop and Museum. Detroit: Broadside Press. (1974). ISBN 978-0-910296-34-2
- Coal. New York: W. W. Norton Publishing. (1976). ISBN 978-0-393-04446-1
- Between Our Selves. Point Reyes, California: Eidolon Editions. (1976). OCLC 2976713
- Hanging Fire. (1978)
- The Black Unicorn. New York: W. W. Norton Publishing. (1978). ISBN 978-0-393-31237-9
- The Cancer Journals. San Francisco: Aunt Lute Books. (1980). ISBN 978-1-879960-73-2
- Uses of the Erotic: the erotic as power. Tucson, Arizona: Kore Press. (1981). ISBN 978-1-888553-10-9
- Chosen Poems: Old and New. New York: W. W. Norton Publishing. (1982). ISBN 978-0-393-30017-8
- Zami: A New Spelling of My Name. Trumansburg, New York: The Crossing Press. (1983). ISBN 978-0-89594-122-0
- Sister Outsider: Essays and Speeches. Trumansburg, New York: The Crossing Press. (1984). ISBN 978-0-89594-141-1 (reissued 2007)
- Our Dead Behind Us. New York: W. W. Norton Publishing. (1986). ISBN 978-0-393-30327-8
- A Burst of Light. Ithaca, New York: Firebrand Books. (1988). ISBN 978-0-932379-39-9
- The Marvelous Arithmetics of Distance. New York: W. W. Norton Publishing. (1993). ISBN 978-0-393-03513-1
- I Am Your Sister: Collected and Unpublished Writings of Audre Lorde. Oxford New York: Oxford University Press. (2009). ISBN 978-0-19-534148-5
- Your Silence Will Not Protect You : Essays and Poems. Silver Press. (2017). ISBN 9780995716223

### インタビュー
- "Interview with Audre Lorde," in Against Sadomasochism: A Radical Feminist Analysis, ed. Robin Ruth Linden (East Palo Alto, Calif.: Frog in the Well, 1982.), pp. 66–71 ISBN 0-9603628-3-5, OCLC 7877113

### 伝記映画
- A Litany for Survival: The Life and Work of Audre Lorde (1995). Documentary by Michelle Parkeson.
- The Edge of Each Other's Battles: The Vision of Audre Lorde (2002). Documentary by Jennifer Abod.
- Audre Lorde – The Berlin Years 1984 to 1992 (2012). Documentary by Dagmar Schultz.